# Weidenberg
Weidenberg è un comune tedesco di 6 494 abitanti, situato nel land della Baviera.

## Altri progetti

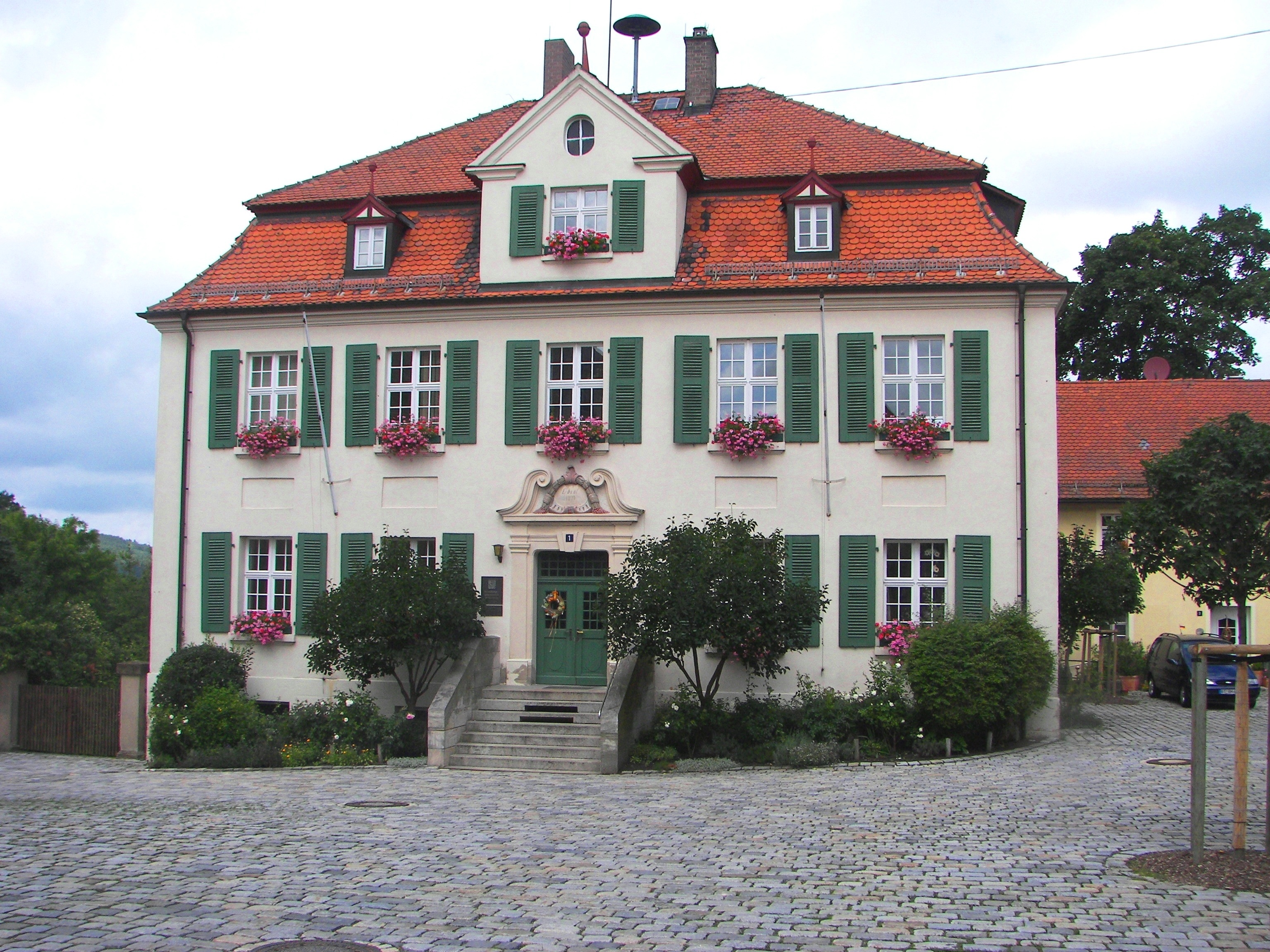
Townhall of Weidenberg